# Convección atmosférica

Condiciones favorables para los tipos y complejos de tormentas eléctricas

La convección atmosférica es el transporte vertical de calor y humedad en la atmósfera. Se produce cuando el aire más cálido y menos denso asciende, mientras que el aire más frío y denso desciende.
Este proceso se debe a la inestabilidad del entorno de la parcela, lo que significa que una parcela de aire es más cálida y menos densa que el entorno circundante a la misma altitud. Esta diferencia de temperatura y densidad (y a veces, de humedad) provoca el ascenso de la parcela, un proceso conocido como flotabilidad. Este aire ascendente, junto con el aire descendente que lo compensa, produce una mezcla, que a su vez expande la altura de la capa límite planetaria (CLP), la parte más baja de la atmósfera directamente influenciada por la superficie terrestre. Esta expansión contribuye al aumento de los vientos, la formación de cúmulos y la disminución en superficie de los puntos de rocío (la temperatura por debajo de la cual se produce la condensación).
La convección juega un papel crucial en los patrones climáticos, influyendo en la formación de nubes, el viento y el desarrollo de tormentas eléctrica, que pueden estar asociadas con fenómenos climáticos severos como granizo, ráfagas descendentes y tornados.

## Descripción general
Existen algunos arquetipos generales de inestabilidad atmosférica que corresponden a convección y carencia de la misma. Con un gradiente adiabático positivo y/ó una pendiente casi vertical (el aire del ambiente se enfría más rápido con la altura) sugiere una convección atmosférica más probable, mientras más débil y/o gradientes ambientales negativos sugieren que es menos probable. Esto se debe a que cualquier desplazamiento parcial de aire traerá consigo más (menos) capacidad para elevarse, dando una señal de cambio de temperatura adiabática, en el gradiente empinado (débil) del ambiente.
La convección flotante empieza en el nivel de convección libre (LFC por sus siglas en inglés), donde por encima, una parcela de aire puede ascender a través de la capa convectiva libre (FCL) con flotabilidad positiva, hasta detenerse en el nivel de equilibrio (EL) dónde su flotabilidad se vuelve neutra. Pero si la parcela de aire ha tenido el suficiente momentum vertical, esta continuará ascendiendo hasta alcanzar el nivel máximo de parcela (MPL) dónde la flotabilidad es negativa, y desacelera la parcela hasta detenerla. Integrando la fuerza de flotación sobre el desplazamiento vertical de la parcela se obtiene la energía potencial convectiva disponible (CAPE), los julios de energía disponibles por kilogramo de aire potencialmente flotante. La CAPE es un límite superior para una parcela ideal sin diluir, y la raíz cuadrada del doble de la CAPE se denomina a veces límite termodinámico de velocidad para las corrientes ascendentes, basado en la ecuación simple de la energía cinética.
Sin embargo, estos conceptos de aceleración flotante ofrecen una visión simplificada de la convección. La resistencia es una fuerza opuesta a la flotabilidad. de modo que el ascenso de la parcela se produce bajo un equilibrio de fuerzas, similar a la velocidad terminal de un objeto en caída libre. La flotabilidad puede verse reducida por el arrastre, que diluye la parcela con aire ambiental.
La convección atmosférica se denomina "profunda" cuando se extiende desde cerca de la superficie hasta por encima del nivel de 500 hPa, deteniéndose generalmente en la tropopausa, alrededor de los 200 hPa. La mayor parte de la convección profunda atmosférica se produce en la zona intertropical como rama ascendente de la circulación de Hadley y representa un fuerte acoplamiento local entre la superficie y la troposfera superior que está en gran medida ausente en las latitudes medias invernales. Su contraparte en el océano (convección profunda hacia abajo en la columna de agua) solo ocurre en unos pocos lugares. Aunque menos importante dinámicamente que en la atmósfera, esta convección oceánica es responsable de la existencia en todo el mundo de agua fría en las capas más bajas del océano.

## Iniciación
Una columna térmica (o térmica) es una sección vertical de aire ascendente en las altitudes más bajas de la atmósfera terrestre. Las térmicas se crean por el calentamiento desigual de la superficie terrestre a causa de la radiación solar. El sol calienta la tierra, el cual cambia directamente la temperatura del aire sobre ella. El aire más tibio se expande, volviéndose menos denso que la masa de aire circundante, y creando una Depresión térmica. La masa del aire más ligero aumenta, y cuando lo hace,  enfría debido a su expansión en presiones de menor alta-altitud. El aumento se detiene cuando se ha enfriado a la misma temperatura que el aire circundante. Es un flujo descendente que rodea la columna térmica. El descenso exterior es causado por el aire más frío que se desplaza en la parte superior de la columna térmica. Otra efecto de convección de tiempo es la brisa de mar .

### Tormentas eléctricas

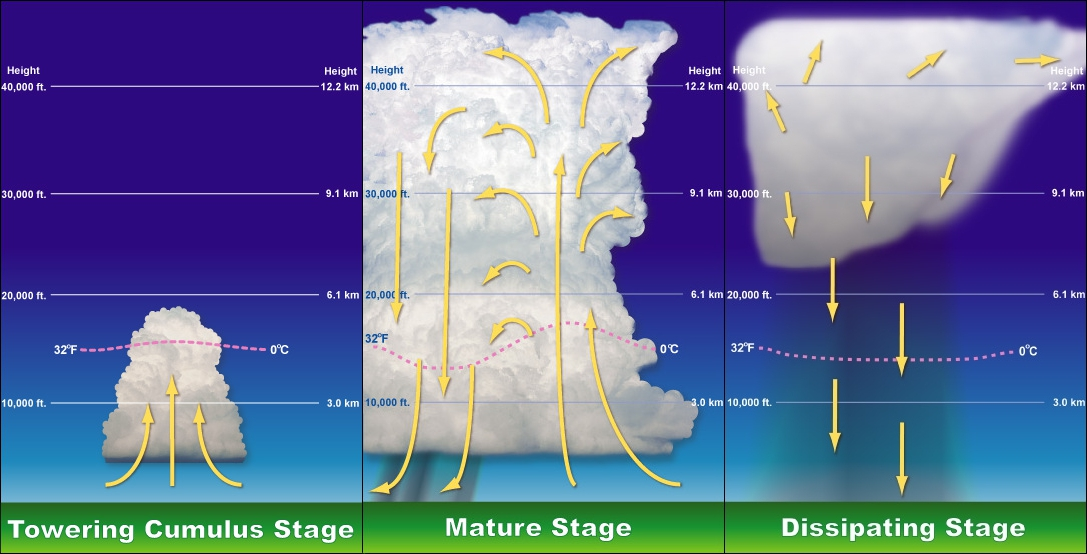
Etapas del ciclo de una tormenta eléctrica.

El aire cálido tiene una densidad más baja que el aire frío, entonces el aire cálido aumenta dentro del aire frío, de manera similar a lo que ocurre en los globos de aire caliente. Las nubes forman aire relativamente más caliente que lleva consigo un aumento de humedad con el aire más frío. Cuando aumenta la humedad del aire, se enfría causando un aumento de vapor de agua en el aire a punto de condensar.  Cuando el aire húmedo se condensa, libera la energía como calor latente de fusión que permite el aumento de aire para enfriar menos de su aire circundante, continuando el ascenso de las nubes. Si bastante inestabilidad está presente en la atmósfera, este proceso continuará bastante tiempo para formar nubes cumulonimbus, las cuales provocan relámpagos y truenos. Generalmente, las tormentas eléctricas requieren tres condiciones para formarse: humedad, una masa de aire inestable, y una fuerza de elevación (calor).
Toda tormenta eléctrica, independientemente del tipo, pasa por tres etapas: la etapa en desarrollo, la etapa madura, y la etapa de disipación. La tormenta promedio tiene un diámetro de 24 km. Dependiendo de las condiciones presentes en la atmósfera, estas tres etapas tardan un promedio de 30 minutos en sucederse.
Existen cuatro tipos principales de tormentas eléctricas: unicelda, multicelda, línea de turbonada y supercelda. Los cuales dependen las de la inestabilidad y las condiciones relativas del viento en las diferentes capas de la atmósfera (Cizalladura). Las tormentas organizadas y los grupos/líneas de tormentas pueden tener ciclos de vida más largos, ya que se forman en entornos con una cizalladura vertical del viento significativa, lo que favorece el desarrollo de corrientes ascendentes más intensas, así como diversas formas de clima severo. La supercélula es la tormenta eléctrica más potente, comúnmente asociada con granizo de gran tamaño, vientos fuertes y la formación de tornados.
El calor latente liberado de la condensación es el factor determinante entre una convección importante y la ausencia casi total de convección. El hecho de que el aire sea generalmente más frío durante los meses de invierno, y por lo tanto no pueda retener tanto vapor de agua y calor latente asociado, es la razón por la que la convección significativa (tormentas eléctricas) son poco frecuentes en las zonas más frías durante ese período. Las tormentas eléctricas de nieve [en] son una de las situaciones en las que los mecanismos de forzamiento favorecen tasas de lapso ambiental muy pronunciadas, lo que, como ya se ha mencionado, constituye un arquetipo de convección favorecida. La pequeña cantidad de calor latente liberado por el aire que asciende y condensa la humedad en una nevada también sirve para aumentar este potencial convectivo, aunque mínimamente. También existen tres tipos de tormentas: orográficas, de masas de aire y frontales.

### Fronteras y forzamiento
A pesar de que pueda existir una capa en la atmósfera que tenga valores positivos de CAPE, si la parcela no alcanza o comienza a ascender hasta ese nivel, no se producirá la convección más significativa que se produce en la FCL. Esto puede ocurrir por numerosas razones. Principalmente, es el resultado de la inhibición convectiva (CIN/CINH). Los procesos que pueden contrarrestar esta inhibición son el calentamiento de la superficie terrestre y el forzamiento. Estos mecanismos de forzamiento fomentan la velocidad vertical ascendente, caracterizada por una velocidad relativamente baja a la que se encuentra en la corriente ascendente de una tormenta eléctrica. Por ello, no es el aire empujado a su LFC el que "rompe" la inhibición, sino que el forzamiento enfría la inhibición adiabáticamente. Esto contrarrestaría o "erosionaría" el aumento de temperatura con la altura que se produce durante una inversión de capa.
El forzamiento mecánico que puede dirigir al erosionamiento de la inhibición es aquella que crea alguna clase de evacuación de masa en las partes más altas de la atmósfera, o un excedente de masa en los niveles bajos de la atmósfera, el cual podría dirigir a los niveles más altos a la divergencia de los más bajos niveles de convergencia, respectivamente. A menudo le seguirá un movimiento vertical ascendente. En concreto, un frente frío, una brisa de mar/lago, un frente de ráfagas o un forzamiento a través de la dinámica de la vorticidad (advección de vorticidad positiva diferencial) de la atmósfera, como ocurre con las vaguadas, tanto de onda corta como de onda larga. La dinámica de corrientes en chorro a través del desequilibrio de las fuerzas de Coriolis y del gradiente de presión, que provocan vientos subgeostróficos y supergeostróficos, también puede crear flujos verticales ascendentes. Hay muchas otras configuraciones atmosféricas en las que se pueden crear velocidades verticales ascendentes.

## Preocupaciónes por la convección húmeda profunda severa
La flotabilidad es clave para el crecimiento de las tormentas y es necesaria para cualquiera de las amenazas graves dentro de una tormenta. Hay otros procesos, no necesariamente termodinámicos, que pueden aumentar la fuerza de la corriente ascendente. Entre ellos se incluyen la rotación de la corriente ascendente, la convergencia en niveles bajos y la evacuación de masa de la parte superior de la corriente ascendente a través de fuertes vientos en niveles superiores y la corriente en chorro.

### Granizo

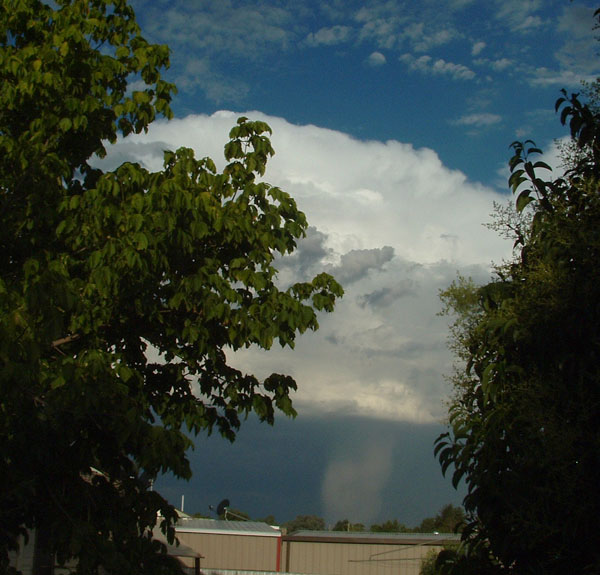
Eje de granizo

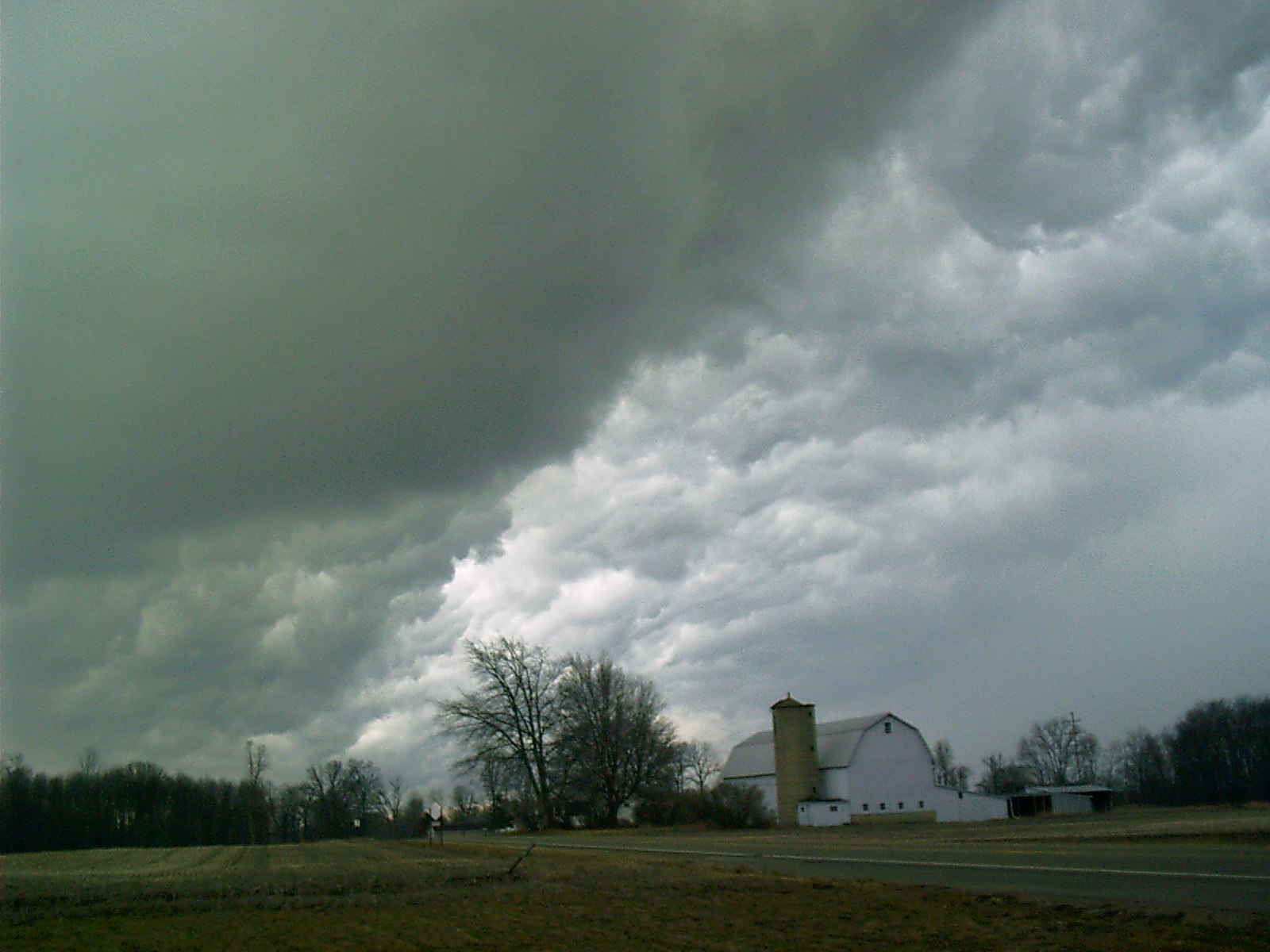
Una tormenta severa que contiene granizo puede mostrar una coloración verde o azul característica.

Como otra precipitación en cumulonimbus granizo de nubes empieza como gotas de agua.Cuando aumentan las gotas y la temperatura pasa por debajo de la congelación, se convierte en un estado de sobrefusion y podrá congelar en contacto con núcleos de condensación. Una sección transversal a través de una gran piedra de granizo muestra una estructura en forma de cebolla. Esto significa que la piedra de granizo está hecha de gruesas y traslúcidas capas, alternando con capas que son delgadas, blancas y opacas.  La teoría anterior sugirió que las piedras de granizo eran sometidas a varios ascensos y descensos, cayendo en una zona de humedad y re-congelamiento ya que eran levantadas.
Este movimiento ascendente y descendente se pensaba que era el responsable por las capas sucesivas de la piedra de granizo. Una nueva búsqueda (basada en la teoría y estudio de campo) ha mostrado que esto no es necesariamente cierto.
La corriente ascendente de la tormenta, con vientos ascendentes de hasta 180 km/h, impulsa el granizo en formación hacia la nube. A medida que asciende, pasa a áreas de la nube donde varía la concentración de humedad y gotas de agua superenfriada. La tasa de crecimiento del granizo cambia según la variación de humedad y gotas de agua superenfriada que encuentra. La tasa de acreción de estas gotas de agua es otro factor en el crecimiento del granizo. Cuando el granizo se mueve hacia una zona con una alta concentración de gotas de agua, las captura y adquiere una capa translúcida. Si el granizo se mueve hacia una zona donde hay principalmente vapor de agua, adquiere una capa de hielo blanco opaco.
Además, la velocidad del granizo depende de su posición en la corriente ascendente de la nube y de su masa. Esto determina los diferentes espesores de las capas del granizo. La tasa de acreción de las gotas de agua superenfriada sobre el granizo depende de las velocidades relativas entre estas gotas y el propio granizo. Esto significa que, generalmente, los granizos más grandes se formarán a cierta distancia de la corriente ascendente más fuerte, donde pueden pasar más tiempo creciendo. A medida que el granizo crece, libera calor latente, que mantiene su exterior en fase líquida. Al experimentar "crecimiento húmedo", la capa exterior es más adhesiva, por lo que un solo granizo puede crecer por colisión con otros granizos más pequeños, formando una entidad más grande con una forma irregular
El granizo seguirá ascendiendo en la tormenta hasta que su masa ya no pueda ser soportada por la corriente ascendente. Esto puede tardar al menos 30 minutos, dependiendo de la fuerza de las corrientes ascendentes en la tormenta que la produce, cuya cima suele superar los 10 kilómetros de altura. Luego, cae hacia el suelo mientras continúa creciendo, siguiendo los mismos procesos, hasta que abandona la nube. Posteriormente, comenzará a fundirse al pasar por aire con temperaturas mayores a la de congelación mientras se aproxima a la superficie.
Por lo tanto, una trayectoria única en la tormenta eléctrica es suficiente para explicar la estructura estratificada del granizo. El único caso en el que podemos hablar de trayectorias múltiples es en una tormenta eléctrica multicelular, donde el granizo puede ser expulsado desde la parte superior de la célula "madre" y capturado en la corriente ascendente de una "célula hija" más intensa. Sin embargo, este es un caso excepcional.

### Ráfaga descendente

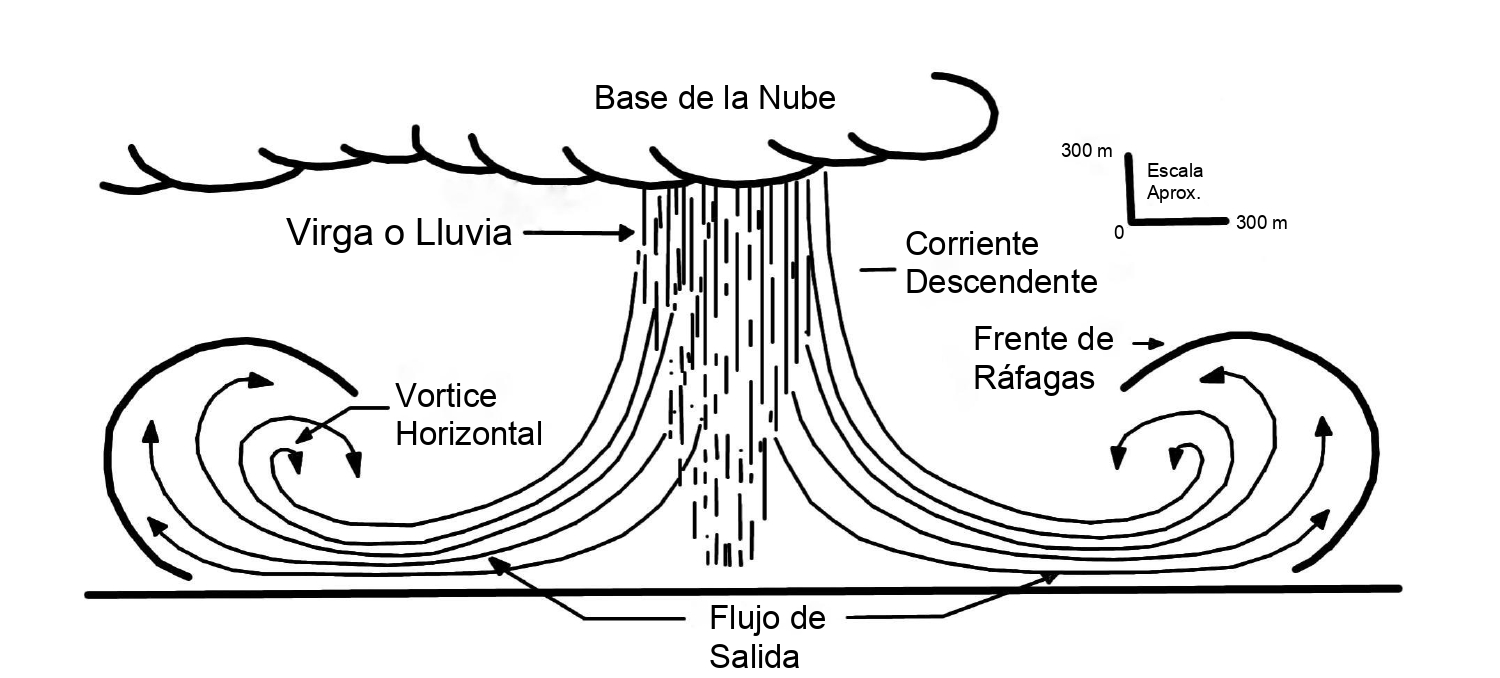
Sección transversal de una microrráfaga.

Una ráfaga descendente se crea por una columna de aire descendente que, después de tocar el nivel del suelo, se extiende en todas direcciones y es capaz de producir vientos dañinos en línea recta de más de 240 km/h, a menudo produciendo el daño similar, pero distinguidamente diferente de los causados por un Tornado. Esto es porque las propiedades físicas de las ráfagas descendentes son completamente diferentes a las de un tornado. El daño de la ráfaga descendente se irradiará desde un punto central a medida que la columna descendente se extiende al impactar la superficie, mientras que el daño del tornado tiende a un daño convergente consistente con los vientos giratorios. Para diferenciar entre el daño del tornado y el daño de una ráfaga descendente, el término vientos en línea recta se aplica al daño de las microrráfagas.
Las ráfagas descendentes son corrientes descendentes particularmente fuertes provenientes de tormentas eléctricas. Las ráfagas descendentes en aire sin precipitación o con virga se conocen como ráfagas descendentes secas; aquellas acompañadas de precipitación, son conocidas como corrientes descendentes húmedas. La mayoría de las ráfagas descendentes son menores a 4 kilómetros (2.5 mi) en extensión: estos son llamadas Microrráfaga. Ráfaga descendentes mayores de 4 kilómetros (2.5 mi) de extensión son llamadas macrorafagas. Las ráfagas descendentes pueden ocurrir en áreas grandes. En el caso extremo, una de ellas puede cubrir un área enorme, más de 320 kilómetros (200 mi) de ancho por encima de 1,600 kilómetros (990 mi) de largo, durando hasta 12 horas o más, y está asociado con algunos de los más intensos vientos de línea recta, pero el proceso general es un poco diferente al de la mayoría de las ráfagas descendentes.

### Tornados

El tornado F5 que golpeó Elie, Manitoba en 2007.

Un tornado es una peligrosa columna de aire en rotación que entra en contacto tanto con la superficie terrestre como con la base de un cumulonimbus nube (nube de tormenta), o una nube de cúmulo en casos raros. los tornados son de diferentes tamaños pero típicamente forman un embudo de condenación visible cuyo fin más estrecho alcanza la tierra y es rodeado por una nube de escombros y polvo.
Las velocidades de viento de los tornados generalmente tienen un promedio de entre 64 km/h y 180 km/h. Miden aproximadamente 75 metros de ancho a través y recorren varios kilómetros antes de disiparse. Algunos logran velocidades de viento que exceden los 480 kilómetros por hora, pueden extenderse más de 1,6 kilómetros de ancho, y mantener contacto con tierra por más de 100 kilómetros.
Los tornados, a pesar de ser uno de los fenómenos meteorológicos más destructivos, suelen ser de corta duración. Un tornado de larga duración no suele durar más de una hora, pero se sabe que algunos han durado dos horas o más (por ejemplo, el tornado tri-estatal de 1925). Debido a su duración relativamente corta, se tiene menos información sobre su desarrollo y formación.

## Medida
El potencial de convección en la atmósfera se mide a menudo mediante un perfil de temperatura atmosférica/punto de rocío con la altura. Esto suele representarse en un diagrama de Skew-T u otro diagrama termodinámico similar. Estos pueden representarse mediante el análisis de un sondeo medido, que consiste en el envío de una radiosonda acoplada a un globo a la atmósfera para tomar las mediciones con la altura. Los modelos de predicción también pueden crear estos diagramas, pero son menos precisos debido a las incertidumbres y sesgos del modelo, y tienen una resolución espacial menor. Sin embargo, la resolución temporal de los sondeos del modelo de pronóstico es mayor que la de las mediciones directas, donde los primeros pueden tener gráficos para intervalos de hasta cada 3 horas, y los segundos solo tienen 2 al día (aunque cuando se espera un evento convectivo, se podría realizar un sondeo especial fuera del horario normal de las 00Z y las 12Z).

## Otras preocupaciones de previsión
La convección atmosférica también puede ser responsable de otras condiciones meteorológicas y tener implicaciones en ellas. Algunos ejemplos a menor escala incluyen: la convección que mezcla la capa límite planetaria (CLP) y permite que el aire más seco ascienda a la superficie, lo que disminuye los puntos de rocío; la creación de nubes tipo cúmulo que pueden limitar una pequeña cantidad de luz solar; el aumento de los vientos superficiales; la difusión de los límites de salida y otros límites menores; y la propagación hacia el este de la línea seca durante el día. A mayor escala, el ascenso del aire puede provocar bajas temperaturas superficiales en el núcleo, que suelen encontrarse en el desierto del suroeste.